# Karl Wilhelm de Hamilton
Karl Wilhelm de Hamilton, född 1668 i Bryssel, död 1754, i Augsburg var en belgisk-tysk målare. Hamilton fick sin skolning i sin födelsestad Bryssel. 1699 blev han hovmålare i Baden-Baden. Senare kom han till Augsburg, där han stannade livet ut.
Hamilton målade landskapsbilder, stilleben och djurbilder, framför allt fåglar. Hamilton är bland annat representerad i Ateneum i Helsingfors.

### Fotnoter
1. 1 2  Carl Wilhelm de Hamilton, RKD-Nederlands Instituut voor Kunstgeschiedenis, läs online.[källa från Wikidata]
2. ↑  ”CARL Wilhelm de Hamilton”. British Museum. https://www.britishmuseum.org/collection/term/BIOG30457. Läst 4 december 2020.
3. ↑  ”Karl Wilhelm de Hamilton”. https://www.stephenongpin.com/artist/236965/karl-wilhelm-de-hamilton. Läst 4 december 2020.
4. ↑  ”Eksoottisia lintuja”. Finna.fi. https://www.finna.fi/Record/muusa.urn%3Auuid%3A726D7820-1FF9-4F76-8B62-5FD5856A692E?lng=sv. Läst 4 december 2020.